# دیل گاردنر
دیل گاردنر (به انگلیسی: Dale Gardner) فضانورد اهل کشور ایالات متحده آمریکا است که در ۸ نوامبر ۱۹۴۸ میلادی در فیرمونت، مینه‌سوتا زاده شد. وی در مأموریت اس‌تی‌اس-۸، اس‌تی‌اس-۵۱-ای حضور داشته‌است.